# قائمة النساء الحاصلات على جائزة نوبل

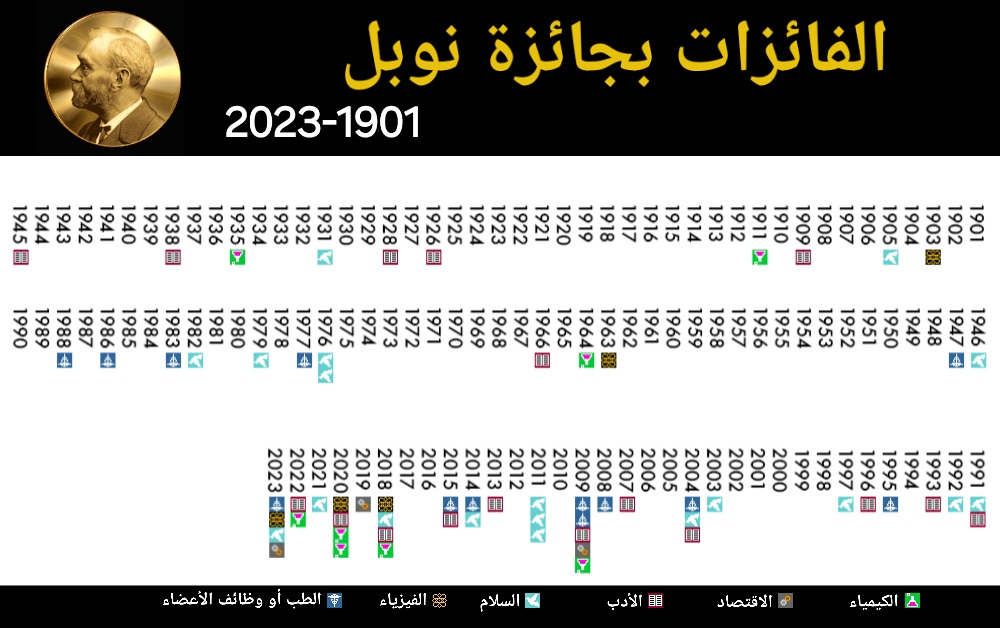
جميع جوائز نوبل التي فازت بها النساء

قائمة النساء الحاصلات على جائزة نوبل تمنح جائزة نوبل سنويًا من قبل الأكاديمية الملكية السويدية للعلوم والأكاديمية السويدية ومعهد كارولنسكا واللجنة النرويجية لجائزة نوبل لأشخاص قاموا بمساهمات بارزة في مجالات الكيمياء والفيزياء والأدب والسلام والطب أو علم وظائف الأعضاء وأخيرًا العلوم الاقتصادية. جميع مجالات الجائزة باستثناء العلوم الاقتصادية نشأت عام 1895 على يد ألفريد نوبل الذي أمر أن تقرر الجوائز بواسطة مؤسسة نوبل. أما جائزة نوبل للعلوم الاقتصادية فقد نشأت عام 1968 عن طريق بنك السويد المركزي والمصرف المركزي بالسويد، على أن تمنح لمن يساهم بصورة بارزة في مجال الاقتصاد. تُمنح كل جائزة من قبل لجنة منفصلة، فتمنح الأكاديمية الملكية السويدية للعلوم جوائز مجالات الفيزياء والكيمياء والاقتصاد، أما الأكاديمية السويدية فتمنح جوائز مجال الأدب، ويمنح معهد كارولينسكا جوائز مجال الطب أو علم وظائف الأعضاء، وأخيرًا لجنة جائزة نوبل النرويجية تمنح جائزة مجال السلام. ويمنح كل فائز ميدالية وشهادة وجائزة مالية اختلفت قيمتها عبر السنوات.
حتى عام 2015، مُنِحَت الجائزة إلى 822 رجلًا و48 امرأة و26 منظمة. فازت 16 امرأة بجائزة نوبل للسلام و14 في مجال الأدب و12 في مجال الطب أو علم وظائف الأعضاء و4 في مجال الكيمياء واثنتان في مجال الفيزياء وفازت واحدة وهي إلينور أوستروم بجائزة نوبل التذكارية في العلوم الاقتصادية. وكانت ماري كوري هي أول امرأة تفوز بجائزة نوبل، وحصلت عليها في مجال الفيزياء عام 1903 مشاركة مع زوجها بيار كوري وهنري بيكريل. وتعتبر ماري أيضًا المرأة الوحيدة التي تفوز بالجائزة مرتين، حيث فازت أيضًا بجائزة نوبل للكيمياء عام 1911. وبفوز إيرين جوليو-كوري -ابنة ماري كوري- بجائزة نوبل في الكيمياء عام 1935، جعلهما ذلك أول ثنائي من أمٍ وابنتها يفوز بالجائزة. أما عن أكثر عامٍ شهد فوز النساء بجوائز نوبل فكان عام 2009، حينها توجت خمسة نساء بالجوائز.

## الحاصلات على الجائزة
| السنة | صورة                                                 | الاسم                                                             | الدولة                               | المجال                    | سبب المنح |
| ----- | ---------------------------------------------------- | ----------------------------------------------------------------- | ------------------------------------ | ------------------------- | --- |
| 1903  |                                                      | ماري كوري (مشاركة مع زوجها بيير كوري وهنري بيكيريل)               | بولندا وفرنسا                        | الفيزياء                  | "اعترافًا بخدماتهم الجليلة التي أدوها بأبحاثهم المشتركة حول ظاهرة الإشعاع التي اكتشفها البروفيسور هنري بيكيريل"                                 |
| 1905  |                                                      | برتا فون سوتنر                                                    | النمسا-المجر                         | السلام                    | "الرئيسة الشرفية للمكتب الدولي للسلام، برن، سويسرا؛ مؤلفة اخفض ذراعيك"                                                                         |
| 1909  |                                                      | سلمى لاغرلوف                                                      | السويد                               | الأدب                     | "إعجابًا بالمثالية الراقية، والخيال الحي والنظرة الروحية التي تميز كتاباتها"                                                                    |
| 1911  |                                                      | ماري كوري                                                         | بولندا وفرنسا                        | الكيمياء                  | "لاكتشافها عنصري الراديوم والبولونيوم" |
| 1926  |                                                      | غراتسيا ديليدا                                                    | إيطاليا                              | الأدب                     | "لكتاباتها ذات النزعة المثالية التي تصور بوضوح الحياة على الجزيرة التي كانت موطنها الأصلي، والتي تعالج بعمق ووجدانية المشاكل البشرية بشكل عام" |
| 1928  |                                                      | سيغريد أوندست                                                     | النرويج                              | الأدب                     | "بشكل أساسي لوصفها القوي للحياة في النرويج إبان العصور الوسطى"                                                                                 |
| 1931  |                                                      | جين آدمز (مناصفة مع نيكولاس موراي باتلر)                          | الولايات المتحدة الأمريكية           | السلام                    | "عالمة اجتماع ورئيسة الرابطة النسائية الدولية للسلام والحرية"                                                                                  |
| 1935  |                                                      | إيرين جوليو-كوري (مناصفة مع زوجها فردريك جوليو-كوري)              | فرنسا                                | الكيمياء                  | "لتخليقهما عناصر مشعة جديدة" |
| 1938  |                                                      | بيرل بك                                                           | الولايات المتحدة الأمريكية           | الأدب                     | "لوصفها الثري والملحمي لحياة الفلاحين في الصين، ولكتاباتها المميزة في مجال السير الذاتية"                                                      |
| 1945  |                                                      | غبريالا ميسترال                                                   | تشيلي                                | الأدب                     | "لشعرها الغنائي المستلهم من العواطف القوية والذي جعل من اسمها رمزًا للتطلعات المثالية لعالم أمريكا اللاتينية بأجمعه"                            |
| 1946  |                                                      | إميلي جرين بالش (مناصفة مع جون راليه موت)                         | الولايات المتحدة الأمريكية           | السلام                    | "أستاذة سابقة للتاريخ وعلم الاجتماع، والرئيسة الشرفية للرابطة النسائية الدولية للسلام والحرية"                                                 |
| 1947  |                                                      | جرتي كوري (مشاركة مع زوجها كارل كوري وبرناردو هوساي)              | الولايات المتحدة الأمريكية           | الطب أو علم وظائف الأعضاء | "لاكتشافهم مسار أيض الجليكوجين" |
| 1963  |                                                      | ماريا غوبرت-ماير (مشاركة مع هانز ينسن ويوجين ويغنر)               | الولايات المتحدة الأمريكية           | الفيزياء                  | "لاكتشافاتهم المتعلقة بتركيب غلاف نواة الذرة"                                                                                                  |
| 1964  |                                                      | دوروثي هودجكن                                                     | المملكة المتحدة                      | الكيمياء                  | "لتحديدها تركيب العديد من المواد الكيميائية الحيوية الهامة باستخدام تقنيات الأشعة السينية"                                                     |
| 1966  |                                                      | نيلي زاكس (مناصفة مع شموئيل يوسف عجنون)                           | ألمانيا والسويد                      | الأدب                     | "لكتاباتها الشعرية والدرامية التي تتناول قدر إسرائيل بقوة مؤثرة"                                                                               |
| 1976  |                                                      | بيتي ويليامز                                                      | المملكة المتحدة                      | السلام                    | "أسستا حركة السلام في أيرلندا الشمالية (سميت فيما بعد بتجمع مناصري السلام)"                                                                    |
| 1976  | ميرياد كوريجان                                       |                                                                   | المملكة المتحدة                      | السلام                    | "أسستا حركة السلام في أيرلندا الشمالية (سميت فيما بعد بتجمع مناصري السلام)"                                                                    |
| 1977  |                                                      | روزالين يالو (مشاركة مع روجه غيومين وأندرو سكالي)                 | الولايات المتحدة الأمريكية           | الطب أو علم وظائف الأعضاء | "لتطويرهم للمقايسة المناعية الشعاعية لهرمون الببتيد"                                                                                           |
| 1979  |                                                      | الأم تريزا                                                        | الهند ويوغوسلافيا                    | السلام                    | "قائدة "إرساليات من أجل الخير"، كلكتا" |
| 1982  |                                                      | أولفا ميرال (مناصفة مع ألفونسو جارسيا روبلز)                      | السويد                               | السلام                    | "دبلوماسية ومندوبة في الجمعية العامة للأمم المتحدة لنزع السلاح"                                                                                |
| 1983  |                                                      | باربرا مكلنتوك                                                    | الولايات المتحدة الأمريكية           | الطب أو علم وظائف الأعضاء | "لاكتشافها الينقول" |
| 1986  |                                                      | ريتا ليفي مونتالشيني (مناصفة مع ستانلي كوهين)                     | إيطاليا والولايات المتحدة الأمريكية  | الطب أو علم وظائف الأعضاء | "لاكتشافهم عوامل النمو" |
| 1988  |                                                      | جرترود إليون (مشاركة مع جيمس بلاك وجورج هتشنغز)                   | الولايات المتحدة الأمريكية           | الطب أو علم وظائف الأعضاء | "لاكتشافهم مبادئ هامة للعلاج الدوائي" |
| 1991  |                                                      | نادين غورديمير                                                    | جنوب أفريقيا                         | الأدب                     | "أسدت بكتاباتها الملحمية البديعة -حسب ما قال ألفريد نوبل- نفعًا عظيمًا للإنسانية"                                                                |
| 1991  |                                                      | أون سان سو تشي                                                    | بورما                                | السلام                    | "لنضالها السلمي من أجل الديمقراطية وحقوق الإنسان"                                                                                              |
| 1992  |                                                      | ريغوبيرتا مينتشو                                                  | غواتيمالا                            | السلام                    | "تقديرًا لعملها من أجل العدالة الاجتماعية والتفاهم بين الأعراق والثقافات المبنيين على احترام حقوق السكان الأصليين"                              |
| 1993  |                                                      | توني موريسون                                                      | الولايات المتحدة الأمريكية           | الأدب                     | "تضفي -برواياتها التي تتميز بالقوة الحالمة والمضمون الشعري- الحياة على جانب هام من الواقع الأمريكي"                                            |
| 1995  |                                                      | كرستيانه نوسلاين فولهارد (مشاركة مع إدوارد لويس وإريك فيشاوس)     | ألمانيا                              | الطب أو علم وظائف الأعضاء | "لاكتشافاتهم المتعلقة بالتحكم الجيني في التكون الجنيني المبكر"                                                                                 |
| 1996  |                                                      | فيسوافا شيمبورسكا                                                 | بولندا                               | الأدب                     | "لشِعرها الساخر بدقة والذي سمح للسياق التاريخي والحيوي بالخروج للنور في أجزاء من الواقع الإنساني"                                               |
| 1997  |                                                      | جودي ويليامز (مشاركة مع الحملة الدولية لمنع الألغام الأرضية)      | الولايات المتحدة الأمريكية           | السلام                    | "لعملهما على حظر وإزالة الألغام الأرضية المضادة للأفراد"                                                                                       |
| 2003  |                                                      | شيرين عبادي                                                       | إيران                                | السلام                    | "لجهودها من أجل الديمقراطية وحقوق الإنسان. ركزت جهدها بالأساس على النضال من أجل حقوق النساء والأطفال"                                          |
| 2004  |                                                      | إلفريدي يلينيك                                                    | النمسا                               | الأدب                     | "للتدفق الموسيقي للأصوات والأصوات المعاكسة في رواياتها ومسرحياتها التي تكشف في حماس لغوي استثنائي سخافة التنميطات المجتمعية وتسلطها القاهر"    |
| 2004  |                                                      | وانجاري ماثاي                                                     | كينيا                                | السلام                    | "لمساهمتها في التنمية المستدامة للديمقراطية والسلام"                                                                                           |
| 2004  |                                                      | ليندا باك (مناصفة مع ريتشارد أكسال)                               | الولايات المتحدة الأمريكية           | الطب أو علم وظائف الأعضاء | "لاكتشافاتهما في مجال المستقبلات الشمية ووظائف الجهاز الشمي وتنظيمها"                                                                          |
| 2007  |                                                      | دوريس ليسينغ                                                      | المملكة المتحدة                      | الأدب                     | "تلك الكاتبة الملحمية ذات التجربة الأنثوية التي أخضعت حضارة منقسمة على نفسها للتدقيق بتشكك وحمية وقوة بصيرة"                                   |
| 2008  |                                                      | فرانسواز باري سينوسي (مشاركة مع هارالد تسور هاوزن ولوك مونتانييه) | فرنسا                                | الطب أو علم وظائف الأعضاء | "لاكتشافهم فيروس العوز المناعي البشري" |
| 2009  |                                                      | إليزابيث بلاكبيرن (مشاركة مع كارول غريدر وجاك زوستاك)             | أستراليا والولايات المتحدة الأمريكية | الطب أو علم وظائف الأعضاء | "لاكتشافهم دور التيلومير في حماية الصبغيات (الكروموسومات) واكتشافهم لإنزيم التيلوميريز"                                                        |
| 2009  |                                                      | كارول غريدر (مشاركة مع إليزابيث بلاكبيرن وجاك زوستاك)             | الولايات المتحدة الأمريكية           | الطب أو علم وظائف الأعضاء | "لاكتشافهم دور التيلومير في حماية الصبغيات (الكروموسومات) واكتشافهم لإنزيم التيلوميريز"                                                        |
| 2009  |                                                      | عادا يونات (مشاركة مع فينكاترامان راماكريشنان وتوماس ستايتز)      | إسرائيل                              | الكيمياء                  | "لأبحاثهم في تركيب ووظائف الريبوسوم" |
| 2009  |                                                      | هيرتا مولر                                                        | ألمانيا ورومانيا                     | الأدب                     | "استخدمت التركيز الشعري والصراحة النثرية لتصوير المحرومين"                                                                                     |
| 2009  |                                                      | إلينور أوستروم (مناصفة مع أوليفر وليامسون)                        | الولايات المتحدة الأمريكية           | الاقتصاد                  | "لتحليلاتها للإدارة الاقتصادية ولا سيما إدارة المشاركة واقتصاد البيئة"                                                                         |
| 2011  |                                                      | توكل كرمان (مشاركة مع إلين جونسون سيرليف وليما غبوي)              | اليمن                                | السلام                    | "لنضالهن السلمي من أجل أمان وحقوق المرأة للمشاركة الكاملة في الأعمال السلمية البناءة"                                                          |
| 2011  |                                                      | إلين جونسون سيرليف (مشاركة مع توكل كرمان وليما غبوي)              | ليبيريا                              | السلام                    | "لنضالهن السلمي من أجل أمان وحقوق المرأة للمشاركة الكاملة في الأعمال السلمية البناءة"                                                          |
| 2011  | ليما غبوي (مشاركة مع توكل كرمان وإلين جونسون سيرليف) |                                                                   | ليبيريا                              | السلام                    | "لنضالهن السلمي من أجل أمان وحقوق المرأة للمشاركة الكاملة في الأعمال السلمية البناءة"                                                          |
| 2013  |                                                      | آليس مونرو                                                        | كندا                                 | الأدب                     | "سيدة القصة القصيرة المعاصرة" |
| 2014  |                                                      | ماي بريت موزر (مشاركة مع إدوارد موزر وجون أوكيف)                  | النرويج                              | الطب أو علم وظائف الأعضاء | "لاكتشافاتها للخلايا التي تحدد المواقع داخل المخ"                                                                                              |
| 2014  |                                                      | ملالا يوسف (مناصفة مع كايلاش ساتيارثي)                            | باكستان                              | السلام                    | "لنضالها ضد قمع الأطفال والشباب ونداءها من أجل حق جميع الأطفال في التعليم"                                                                     |
| 2015  |                                                      | تو يويو (مشاركة مع وليام كامبل وساتوشي أومورا)                    | الصين                                | الطب أو علم وظائف الأعضاء | "لاكتشافاتها المتعلقة بعلاج جديد للملاريا" |
| 2015  |                                                      | سفيتلانا أليكسييفيتش                                              | بيلاروسيا                            | الأدب                     | "على كتاباتها متعددة المعاني التي تفند المعاناة والشجاعة في عصرنا"                                                                             |
| 2018  |                                                      | دونا ستريكلاند (مشاركة مع أرثر أشكين وجيرار مورو)                 | كندا                                 | الفيزياء                  | "للمساهمة في الاختراعات الرائدة في مجال فيزياء الليزر"                                                                                         |
| 2018  |                                                      | فرانسيس أرنولد (مشاركة مع جورج سميث وغريغوري وينتر)               | الولايات المتحدة                     | الكيمياء                  | "لأبحاثها على البروتينات" |
| 2018  |                                                      | نادية مراد (مناصفة مع دينيس موكويج)                               | العراق                               | السلام                    | "للجهود المبذولة لإنهاء استخدام العنف الجنسي كسلاح في الحرب والصراع المسلح"                                                                    |
| 2018  |                                                      | أولغا توكارتشوك                                                   | بولندا                               | الأدب                     | "للخيال السردي وتمثيلها للعاطفة في عبور الحدود كشكل من أشكال الحياة"                                                                           |
| 2019  |                                                      | إستير دوفلو (مشاركة مع أبهيجيت بانيرجي ومايكل كريمر)              | فرنسا الولايات المتحدة               | الاقتصاد                  | "لإدخالهم مقاربة جديدة للحصول على أجوبة موثوقة حول أفضل وسيلة للحد من الفقر في العالم"                                                         |
| 2020  |                                                      | أندريا غيز (بالمشاركة مع راينهارد جنزيل وروجر بنروز)              | الولايات المتحدة                     | الفيزياء                  | "لاكتشافهم ثقب أسود فائق الكتلة في مركز مجرتنا"                                                                                                |
| 2020  |                                                      | إيمانويل شاربنتييه (بالمشاركة مع جنيفر داودنا)                    | فرنسا                                | الكيمياء                  | "لتطوير طريقة للتحرير الجيني" |
| 2020  |                                                      | جنيفر داودنا (بالمشاركة مع إيمانويل شاربنتييه)                    | الولايات المتحدة                     | الكيمياء                  | "لتطوير طريقة للتحرير الجيني" |
| 2020  |                                                      | لويز جلوك                                                         | الولايات المتحدة                     | الأدب                     | "لصوتها الشعري الذي لا لبس فيه والذي بجماله المجرد يجعل الوجود الفردي عالميًا"                                                                  |
| 2021  |                                                      | ماريا ريسا (مناصفة مع دميتري موراتوف)                             | الفلبين                              | السلام                    | "لجهودهم في الحفاظ على حرية التعبير، والتي هي شرط مسبق للديمقراطية والسلام الدائم"                                                             |
| 2022  |                                                      | كارولين بيرتوزي (بالمشاركة مع مورتن ميلدال وكارل باري شاربلس)     | الولايات المتحدة                     | الكيمياء                  | "لتطوير الكيمياء النقرية والكيمياء الحيوية المتعامدة"                                                                                          |
| 2022  |                                                      | آني إرنو                                                          | فرنسا                                | الأدب                     | "لشجاعتها وبراعتها الموضوعيّة التي كشفت بها الجذور، والقيود الجماعيّة والتغريب للذاكرة الشخصية"                                                  |
| 2023  |                                                      | كاتالين كاريكو (بالتشارك مع درو وايزمان)                          | المجر                                | الطب أو علم وظائف الأعضاء | "لاكتشافاتهم المتعلقة بتعديلات قاعدة النيوكليوزيد التي مكنت من تطوير لقاحات رنا فعالة ضد كوفيد-19"                                             |
| 2023  |                                                      | آن لويلي (بالتشارك مع بيير أغوستيني وفيرينس كراوس)                | فرنسا                                | الفيزياء                  | "للطرق التجريبية التي تولد نبضات ضوئية من الأتوثانية لدراسة ديناميات الإلكترون في المادة"                                                      |
| 2023  |                                                      | نرجس محمدي                                                        | إيران                                | السلام                    | "لنضالها ضد اضطهاد المرأة في إيران وكفاحها من أجل تعزيز حقوق الإنسان والحرية للجميع"                                                           |
| 2023  |                                                      | كلوديا غولدن                                                      | الولايات المتحدة                     | الاقتصاد                  | "لتعزيز فهم نتائج سوق عمل المرأة" |
| 2024  |                                                      | هان كانغ                                                          | كوريا الجنوبية                       | الأدب                     | «لنثرها الشعري المكثف الذي يواجه الصدمات التاريخية ويكشف هشاشة الحياة الإنسانية»                                                               |